# Telopea truncata
Telopea truncata (tên thường gọi trong tiếng Anh: Tasmanian waratah) là một loài thực vật thuộc họ Proteaceae. Nó đặc hữu Tasmania, tại vùng đất chua ẩm ướt ở độ cao 600 tới 1200 m (2000–4000 ft). Telopea truncata cấu tạo nên các khu rừng bạch đàn, rừng mưa, và vùng cây bụi. Nó phát triển thành cây bụi nhiều nhánh cao đến 3 mét (10 ft), thỉnh thoảng, T. truncata mọc thành cây gỗ cao 10 m (35 ft), với cụm hoa màu đỏ, nở vào mùa hè tại Tasmania (tháng 11-2) và gồm từ 10 tới 35 hoa riêng rẽ. Dạng hoa vàng có khi xuất hiện.
Telopea truncata được nhà thực vật học người Pháp Jacques Labillardière thu thập từ năm 1792–93 và được mô tả khoa học lần đầu năm 1805.